# AOA의 어느 멋진 날
《AOA의 어느 멋진 날》은 2015년 6월 13일부터 MBC MUSIC에서 2015년 8월 1일까지 방송되었던 AOA의 리얼 버라이어티 프로그램이다.